# Regiswindiskirche (Lauffen am Neckar)

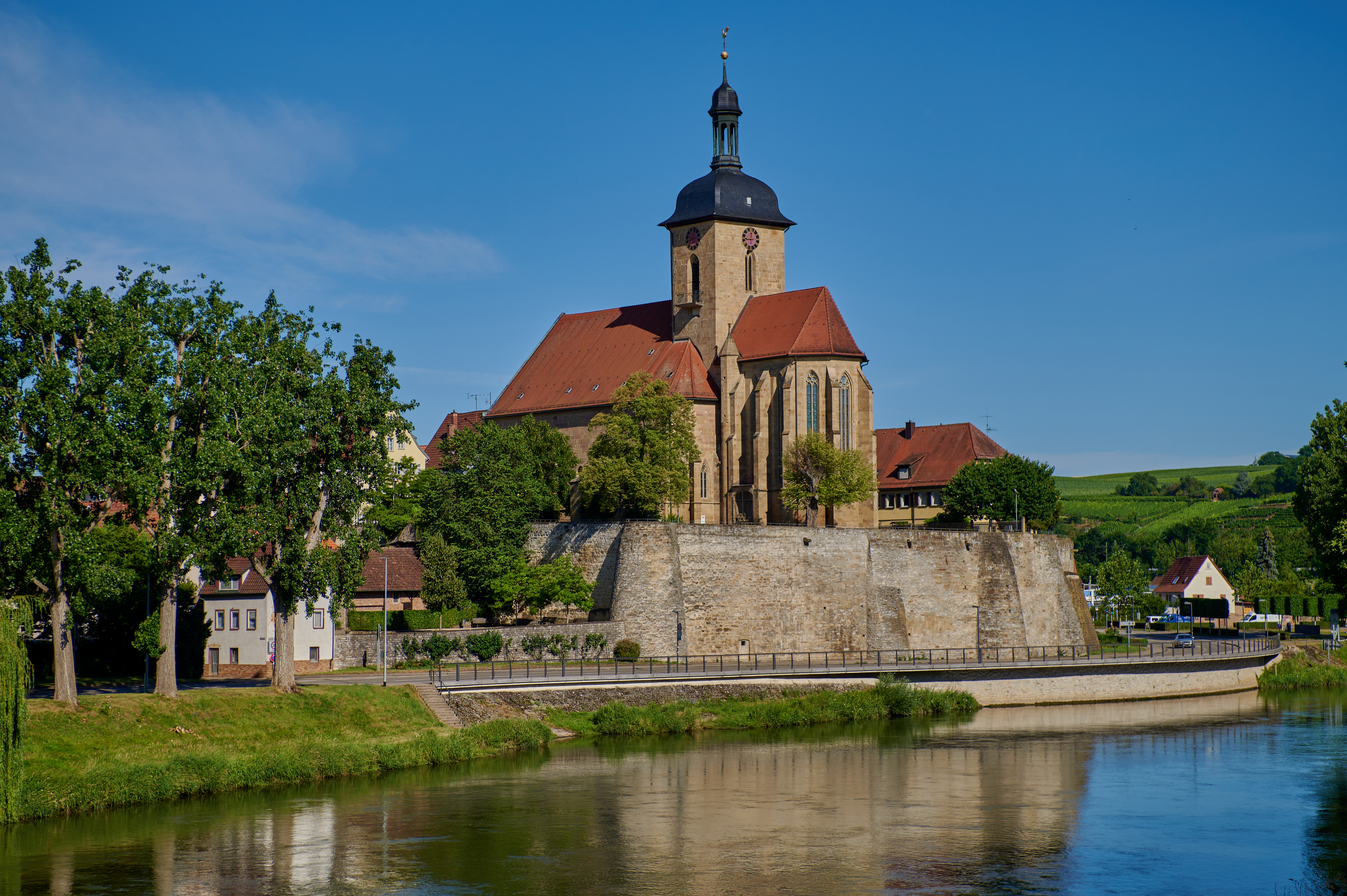
Regiswindiskirche in Lauffen am Neckar

Die Regiswindiskirche in Lauffen am Neckar im Landkreis Heilbronn im nördlichen Baden-Württemberg ist eine evangelische Pfarrkirche. Vorgängerbauten gehen bis in das 8. Jahrhundert zurück und waren dem Heiligen Martin geweiht. Ab 1227 entstand ein der Heiligen Regiswindis geweihter Bau, der nach einem Brand 1564 in seine heutige Gestalt umgebaut wurde. Neben der Kirche befindet sich eine alte Friedhofskapelle, in die um 1880 der steinerne Regiswindis-Schrein aus dem 13. Jahrhundert verbracht wurde und die seitdem als Regiswindiskapelle bezeichnet wird.

## Geschichte

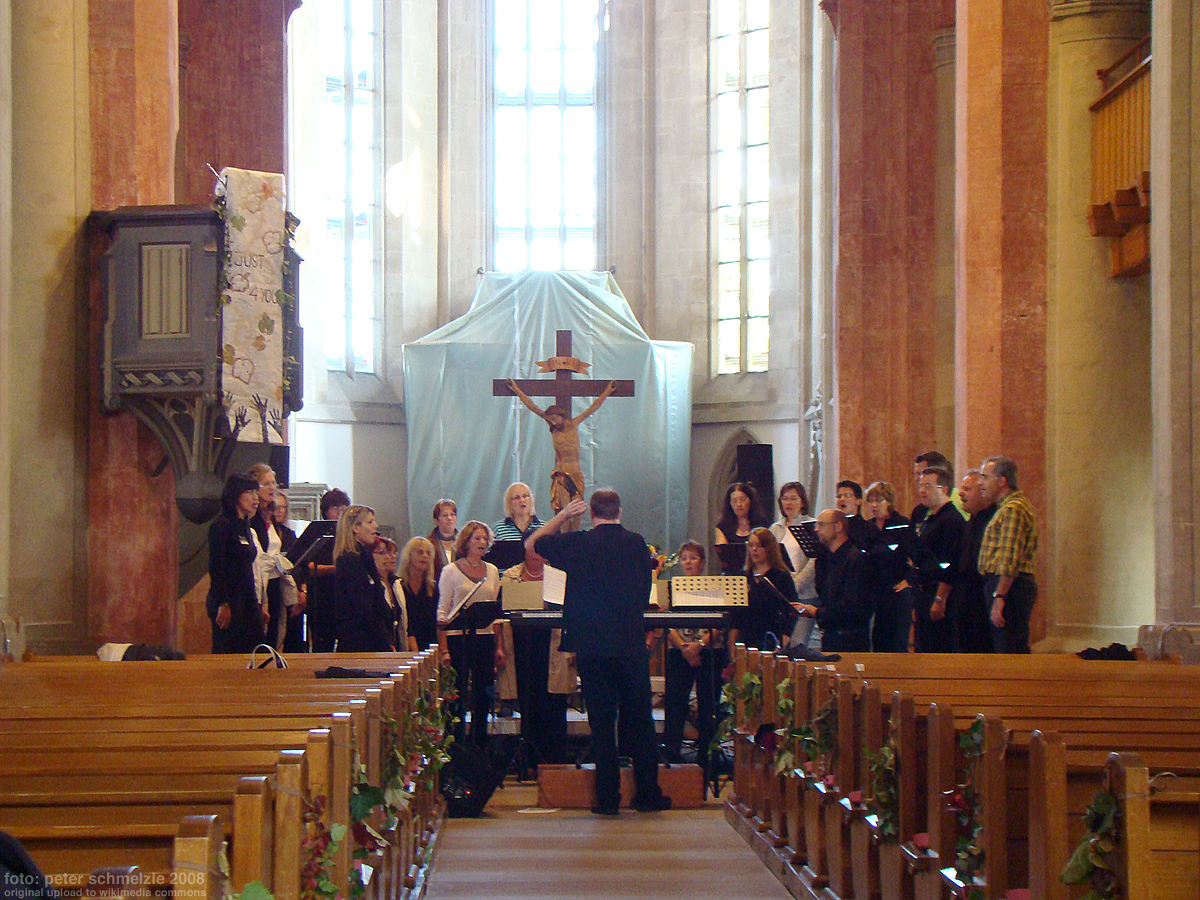
Chorprobe während Renovierung 2008

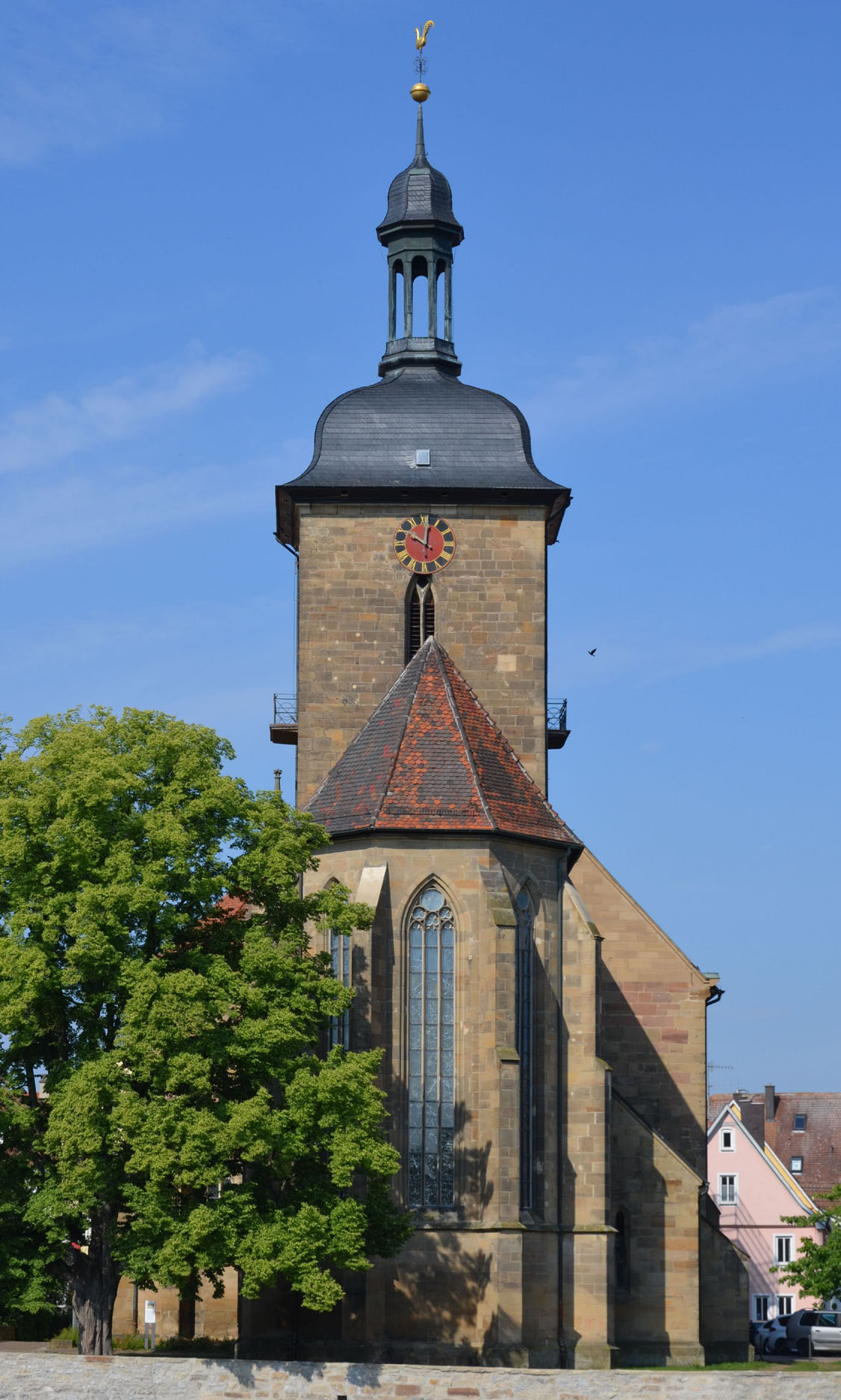
Blick auf den Chor von der Burg

Eine erste Kirche auf dem Felsen oberhalb des linken Neckarufers in Lauffen wurde vermutlich um das Jahr 700 errichtet. Diese wohl hölzerne Kirche war dem Hl. Martin geweiht und kam zwischen 741 und 747 durch eine Schenkung des fränkischen Hausmeiers Karlmann in den Besitz des Stifts Würzburg. Nachdem um das Jahr 839 Regiswindis, die Tochter des Grafen Ernst vom Nordgau, ermordet und auf dem Friedhof bei der Kirche bestattet worden war, ließ Bischof Hunbert von Würzburg ein erstes steinernes Kirchlein errichten. Die Lage der Kirche auf dem Felsen gab dem Gebäude jeher den Charakter einer Wehrkirche. Ein Tympanonrelief mit dem Hl. Martin aus der Zeit um 1100 im Württembergischen Landesmuseum könnte von einem erneuten Kirchenneubau um 1100 künden.
Mit dem Bau der heutigen Kirche wurde mit der Grundsteinlegung im Jahr 1227 begonnen, von der eine Inschrift auf dem steinernen Schrein für die Gebeine der in jenem Jahr heiliggesprochenen Grafentochter kündet. Der Bau zog sich längere Zeit hin. Aufgrund architektonischer Gegebenheiten der ehemaligen Basilika fanden umfangreiche Baumaßnahmen eventuell sogar erst nach 1275 statt. Spätestens 1293 war der Ostteil der Kirche vollendet, da in jenem Jahr eine Altarstiftung erfolgte. 1341 rief Pfarrer Gebhard zu Spenden für den Ausbau der Kirche auf, so dass der Rohbau damals wohl abgeschlossen war. 1506 wurde eine Sonnenuhr an der Westseite der Kirche angebracht, 1507 entstand die heute noch fragmentarisch erhaltene Ölberggruppe von Hans Seyfer. 1525 kam es zu Beschädigungen in der Kirche, als während des Bauernkriegs aufgebrachte Bauern fünf Altäre zerstörten. 1527 wurden die Gebeine der Regiswindis in einen silbernen Schrein umgebettet, der in einem steinernen Schrank an der nördlichen Chorwand aufgestellt wurde. Der alte Steinschrein von 1227 wurde daraufhin auf dem umliegenden Friedhof aufgestellt. Nach der Schlacht bei Lauffen im Jahr 1534 kam der wertvolle Silberschrein abhanden. Die Gebeine der Heiligen wurden danach in einem Zinnsarg aufbewahrt, der jedoch auch wenig später verschwand.
Am 5. September 1564 brannte die Kirche nach Blitzschlag nieder. Die Chronik vermerkt über das Ausmaß des Brandes ausdrücklich, dass auch Steine und Säulen verbrannt sind. Das heutige Kirchengebäude geht auf den Wiederaufbau der Kirche ab 1567 im Stil der Spätgotik zurück. Die ursprünglich gewölbte Decke wurde dabei durch eine flache Decke ersetzt, so dass sich die Kirche seitdem als dreischiffige Hallenkirche präsentiert. Aus der Zeit des Wiederaufbaus stammen auch die 1957 freigelegten Wandmalereien.
Die Kirche wurde im Laufe der Zeit vielfach umgestaltet. Im späten 18. Jahrhundert wurde die Ausmalung der Kirche übertüncht. Im Chor und den Seitenschiffen wurden (heute bereits wieder entfernte) Emporen eingezogen und die Kirche wurde barockisiert, wobei die Decke auch als Stuckdecke ausgestaltet wurde. 1876 wurde das Kircheninnere erneut umgestaltet, dabei erhielten Wände und Pfeiler einen Anstrich aus grauer Ölfarbe. Um 1930 wurde die Kirche bei Innen- und Außenrenovierungen abermals leicht umgestaltet. Seine heutige Gestaltung erhielt das Kircheninnere im Wesentlichen bei einer umfassenden Renovierung von 1957, der sich seitdem viele weitere Renovierungsmaßnahmen angeschlossen haben. Eine besonders umfassende Sanierung, die nicht nur den Chor der Kirche, sondern auch das Ölberg-Fragment sowie die den Kirchberg umgebende Mauer betraf, fand 2008/09 statt.

## Beschreibung

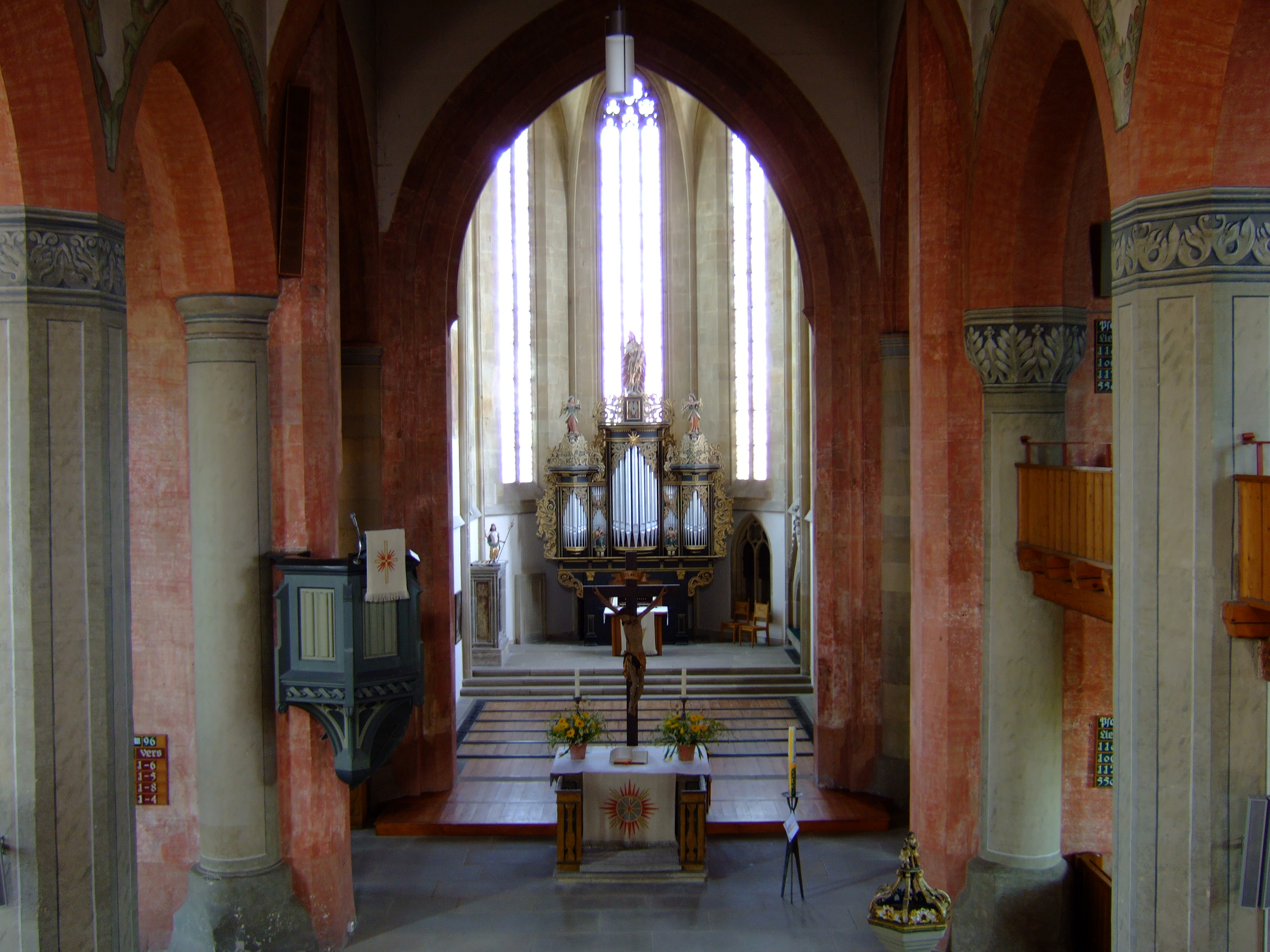
Blick von der Empore zum Chor

Die Regiswindiskirche ist eine dreischiffige Hallenkirche, deren nach Osten ausgerichteter Chor einen 5/8-Schluss sowie Netzgewölbe aufweist. Das Mittelschiff ist von den Seitenschiffen durch hochaufragende Säulen getrennt. Der größte Teil des Langhauses hat eine flache Decke, lediglich im Altarbereich und im Chor befinden sich steinerne Gewölbe. Nördlich ist eine ebenfalls überwölbte Sakristei am Chor angebaut.

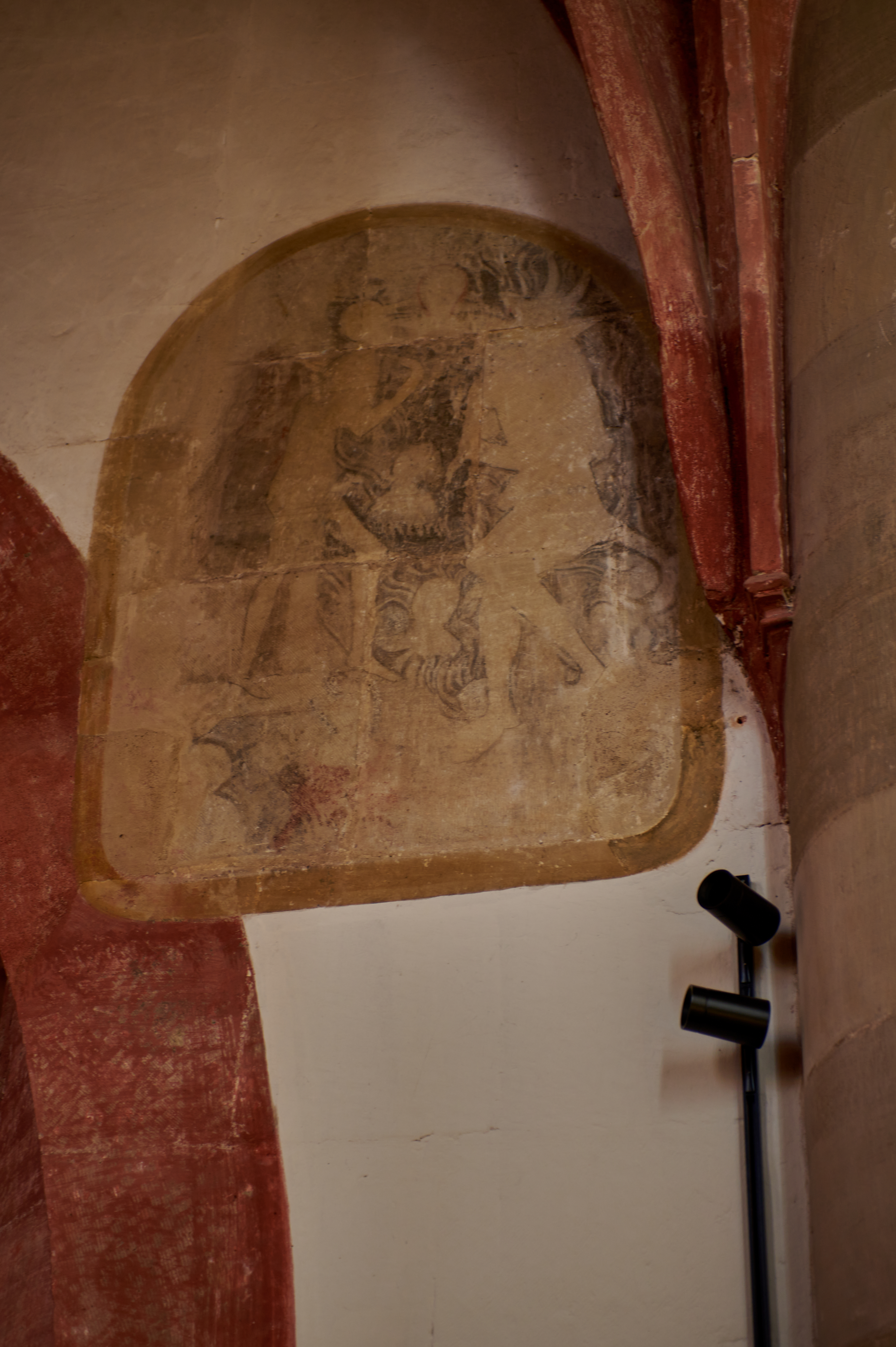
Fresko

Der gotische Chor scheint den Brand von 1564 vergleichsweise gut überstanden zu haben und aus einer einzigen Epoche zu stammen. Das Langhaus der Kirche dagegen lässt an vielen Details die bauliche Umgestaltung beim Wiederaufbau von 1567 erahnen. Nach dem Brand von 1564 wurden die Langhauswände und -säulen abgerissen und aus ihren Steinen die Seitenschiffwände höher aufgemauert. Anschließend wurde ein neues Mittelschiff auf der neuen Höhe der Seitenwände errichtet. Durch den Umbau hat sich die ursprüngliche Fenstersituation in den Außenwänden grundlegend geändert. Am Westgiebel über dem Kirchenportal wurde ein einzelnes großes Fenster in drei kleine, niedrigere Fenstern umgestaltet. An der Nordfassade der Kirche sind ebenfalls Ausbesserungen und Änderungen um die Fenster zu erkennen. Lediglich an der Südfassade ist eines der ursprünglichen Fenster erhalten, das sich durch seine Höhe und sein Maßwerk deutlich von den jüngeren Fenstern des Langhauses unterscheidet.
Im Chor der Kirche befindet sich an der nördlichen Chorwand ein alter steinerner Schrank, in dem einst der silberne Regiswindis-Schrein aus dem frühen 16. Jahrhundert aufbewahrt wurde. An der nördlichen Chorwand sind fünf von dem Kunstmaler Andressen angefertigte Kopien von Altargemälden um 1480 aufgehängt, die die Belehnung des Grafen Ernst mit Lauffen, die Geburt und Taufe der Regiswindis, die Züchtigung des Bruders der Amme der Regiswindis, die Auffindung der Kinderleiche und die Verhaftung der Amme sowie die Heiligsprechung der Regiswindis darstellen.
Die Ausstattung der Kirche, bestehend aus Chororgel (Gehäuse), Taufstein und Altar wurden zur Zeit des [Barock] beschafft.

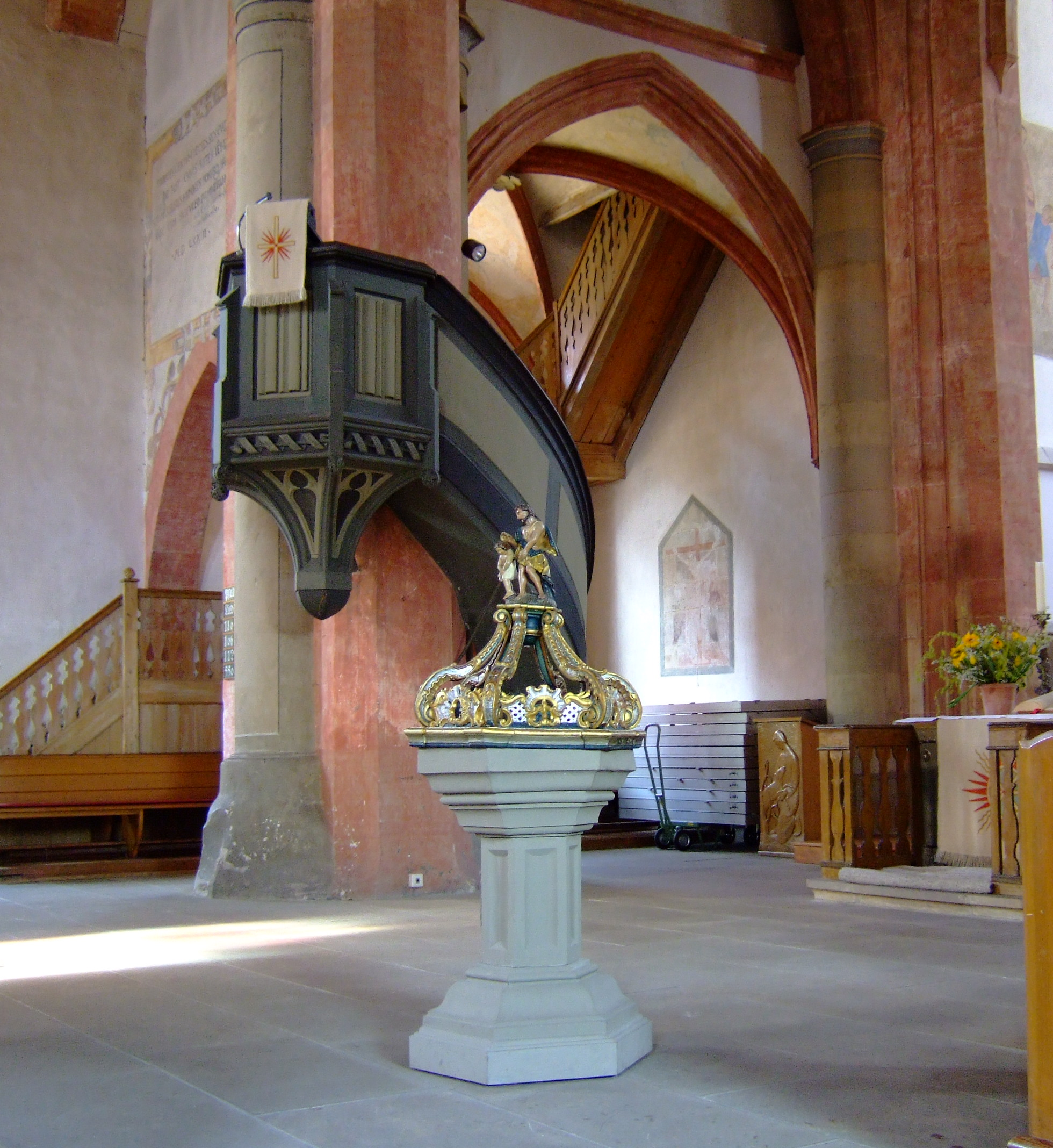
Kanzel und Taufstein
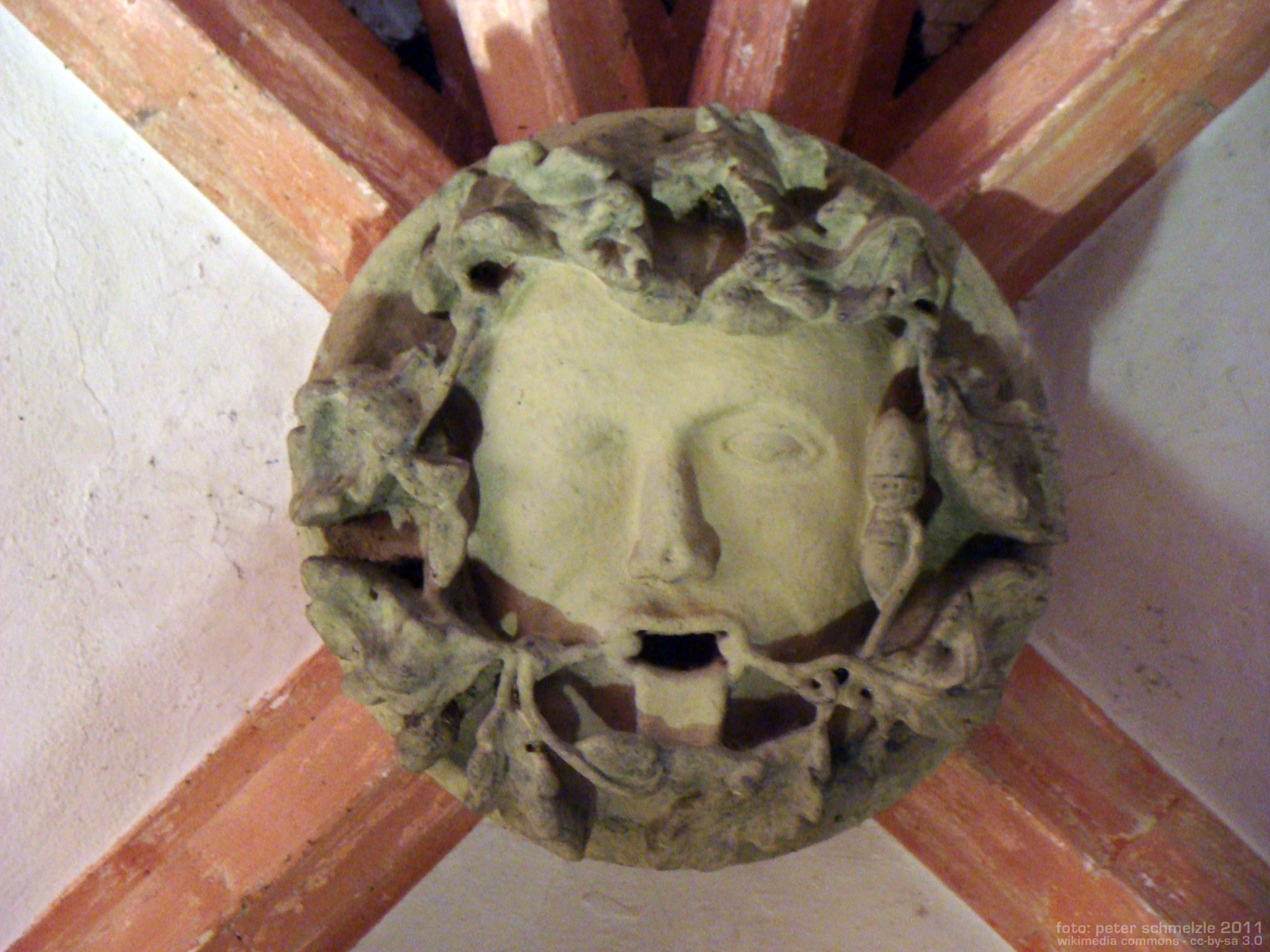
Schlussstein im Gewölbe als Blattmaske
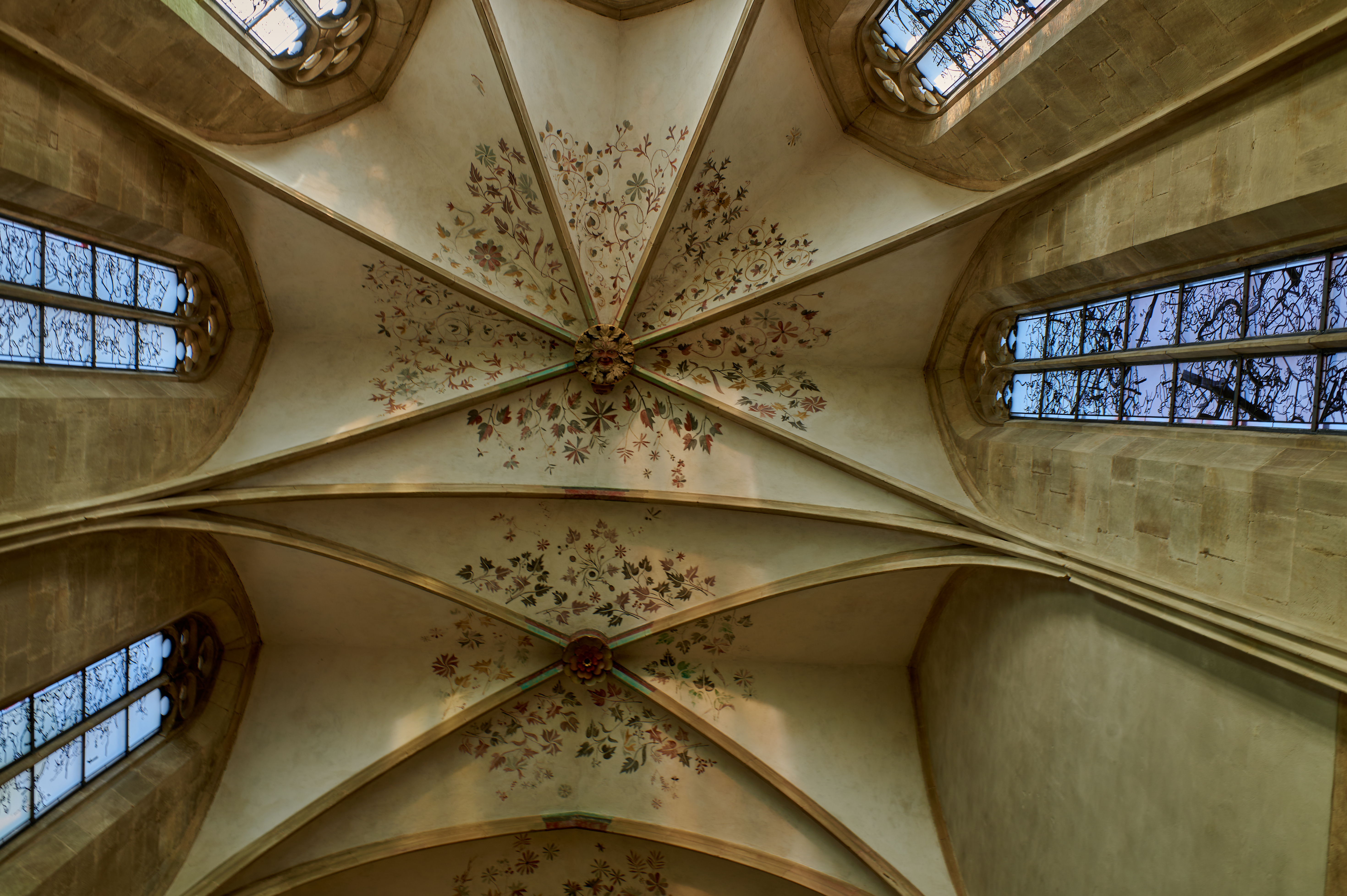
Blattmaske farbig Chorgewölbe

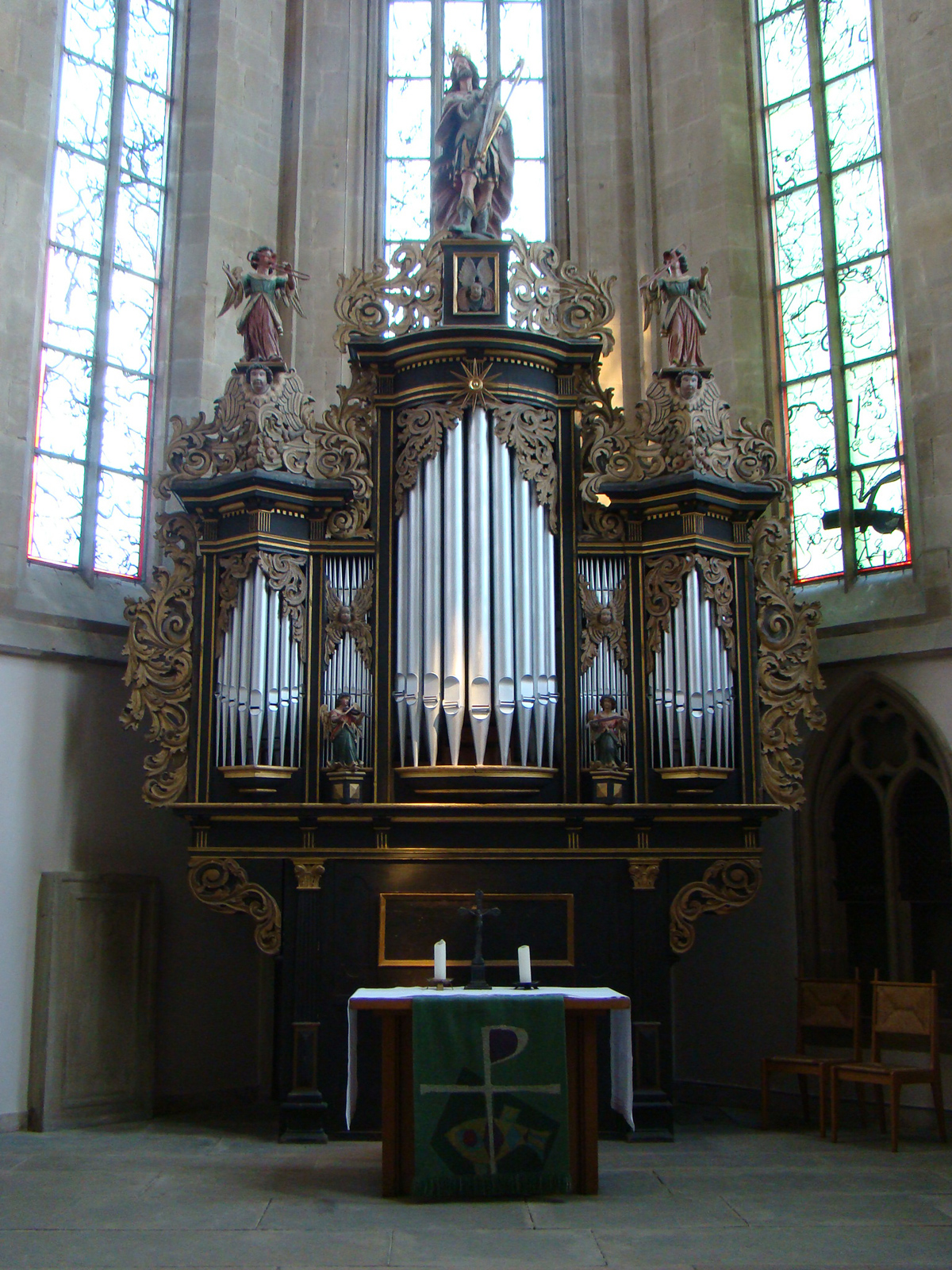
Chororgel und Altar

## Orgeln
Die Chororgel aus dem Jahr 1932 ist hinter dem Altar platziert und weist Figurenschmuck auf, der den harfenspielenden König David neben musizierenden Engeln zeigt. Sie stammt aus dem Unternehmen E.F. Walcker & Cie. Ludwigsburg und hat einen Umfang von neun Registern auf einem Manual. Sie ist spielbar vom III. Manual der Hauptorgel, aber auch vom eigenen Spieltisch.
| Manualwerk C–g3 |             |       |
| 1.              | Principal   | 8’    |
| 2.              | Rohrflöte   | 8’    |
| 3.              | Octave      | 4’    |
| 4.              | Koppelflöte | 4’    |
| 5.              | Octave      | 2’    |
| 6.              | Quint       | 1 ⁄3′ |

| Fortsetzung Manualwerk |                |        |
| 7.                     | Terz           | 1 3⁄5′ |
| 8.                     | Scharff III-IV | 1'     |
| 9.                     | Krummhorn      | 8'     |
|                        | Tremulant      |        |
|                        | Zimbelstern    |        |

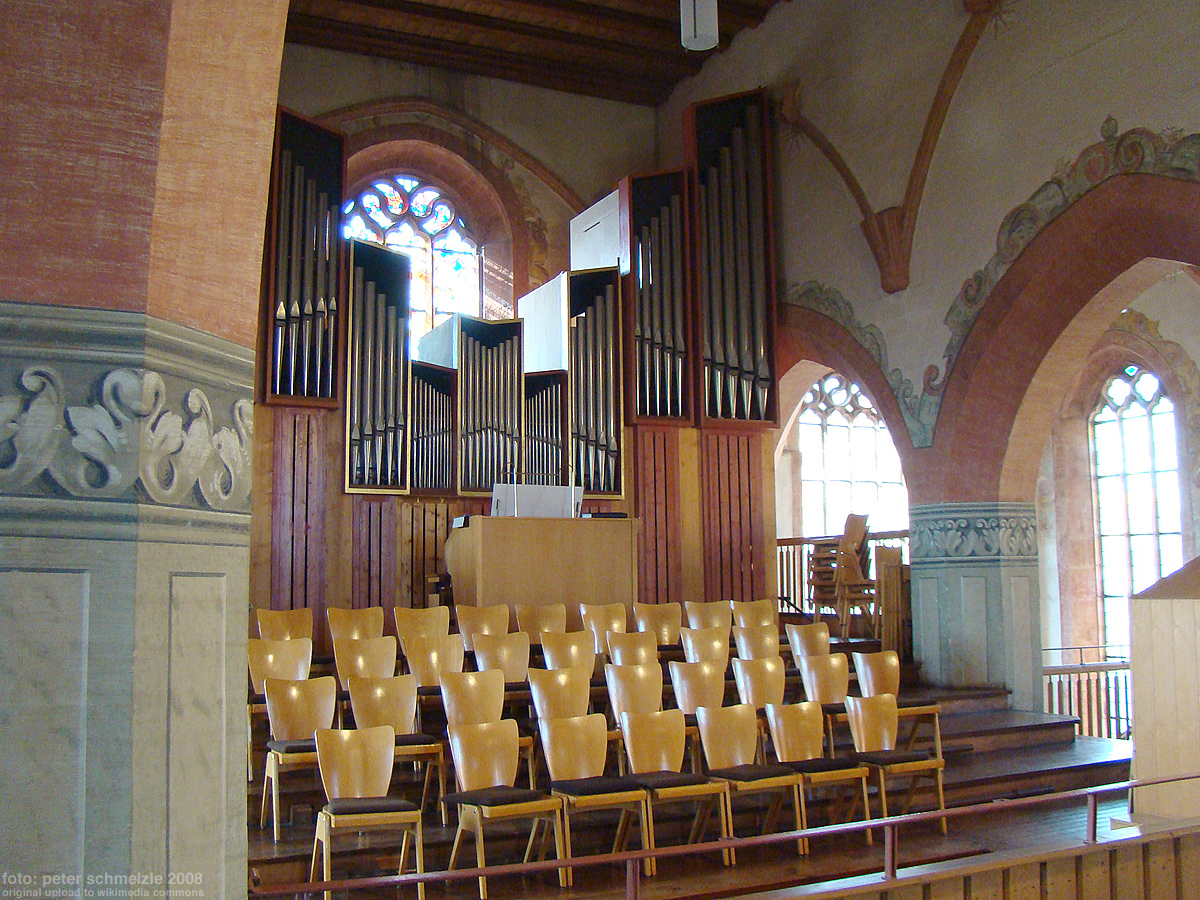
Hauptorgel

Am Westgiebel des Langhauses ist eine Empore eingezogen, auf der sich eine weitere, moderne Orgel befindet. Das Schleifladen-Instrument wurde von dem Orgelbauer Richard Rensch (Lauffen/N.) erbaut und hat 33 Register auf drei Manualen und Pedal. Die Spieltrakturen sind mechanisch, die Registertrakturen elektrisch.
| I Hauptwerk C–g3 |              |     |
| 1.               | Quintade     | 16′ |
| 2.               | Principal    | 8′  |
| 3.               | Rohrflöte    | 8′  |
| 4.               | Octave       | 4′  |
| 5.               | Nachthorn    | 4′  |
| 6.               | Hohlflöte    | 2′  |
| 7.               | Mixtur IV-VI | 2′  |
| 8.               | Trompete     | 8′  |

| II Schwellwerk C–g3 |                   |       |
| 9.                  | Holzflöte         | 8′    |
| 10.                 | Salicional        | 8′    |
| 11.                 | Principal         | 4′    |
| 12.                 | Spitzflöte        | 4′    |
| 13.                 | Nasat             | 2 ⁄3′ |
| 14.                 | Octave            | 2′    |
| 15.                 | Schweizerpfeife   | 1′    |
| 16.                 | Scharfmixtur IV-V | 1′    |
| 17.                 | Dulcian           | 16′   |
| 18.                 | Oboe              | 8′    |

| III Rückpositiv C–g3 |                  |       |
| 19.                  | Holzgedeckt      | 8′    |
| 20.                  | Praestant        | 4′    |
| 21.                  | Rohrflöte        | 4′    |
| 22.                  | Spitzoktave      | 2′    |
| 23.                  | Sesquialter I-II | 2 ⁄3′ |
| 24.                  | Sifflöte         | 1′    |
| 25.                  | Scharf IV        | 1′    |
| 26.                  | Vox Humana       | 8′    |
|                      | Tremulant        |       |

| Pedal C–f1 |                |     |
| 27.        | Principal      | 16′ |
| 28.        | Subbass        | 16′ |
| 29.        | Octave         | 8′  |
| 30.        | Gedecktbass    | 8′  |
| 31.        | Traversflöte   | 4′  |
| 32.        | Hintersatz III | 4′  |
| 33.        | Posaune        | 16′ |

- Koppeln: II/I, III/I, III/II, I/P, II/P, III/P
- Spielhilfen: 4 mechanische Setzerkombinationen

## Glocken
Im Kirchturm hängt ein vierstimmiges Glockengeläut, bei dem drei wertvolle historische Glocken durch eine zeitgenössische ergänzt werden.
| Glocke | Gießer                              | Gussjahr | Durchmesser | Gewicht     | Schlagton |
| ------ | ----------------------------------- | -------- | ----------- | ----------- | --------- |
| 1      | Heinrich Rotenberger, Heilbronn     | 1567     | 1430 mm     | ≈ 1900 kg00 | dis'      |
| 2      | Bechtolt Meslang, Heilbronn         | 1578     | 1140 mm     | 920 kg      | fis'      |
| 3      | Glockengießerei Bachert, Kochendorf | 1965     | 1010 mm     | 650 kg      | gis'      |
| 4      | unbekannt                           | 1594     | 0940 mm     | 520 kg      | ais'      |

## Regiswindiskapelle

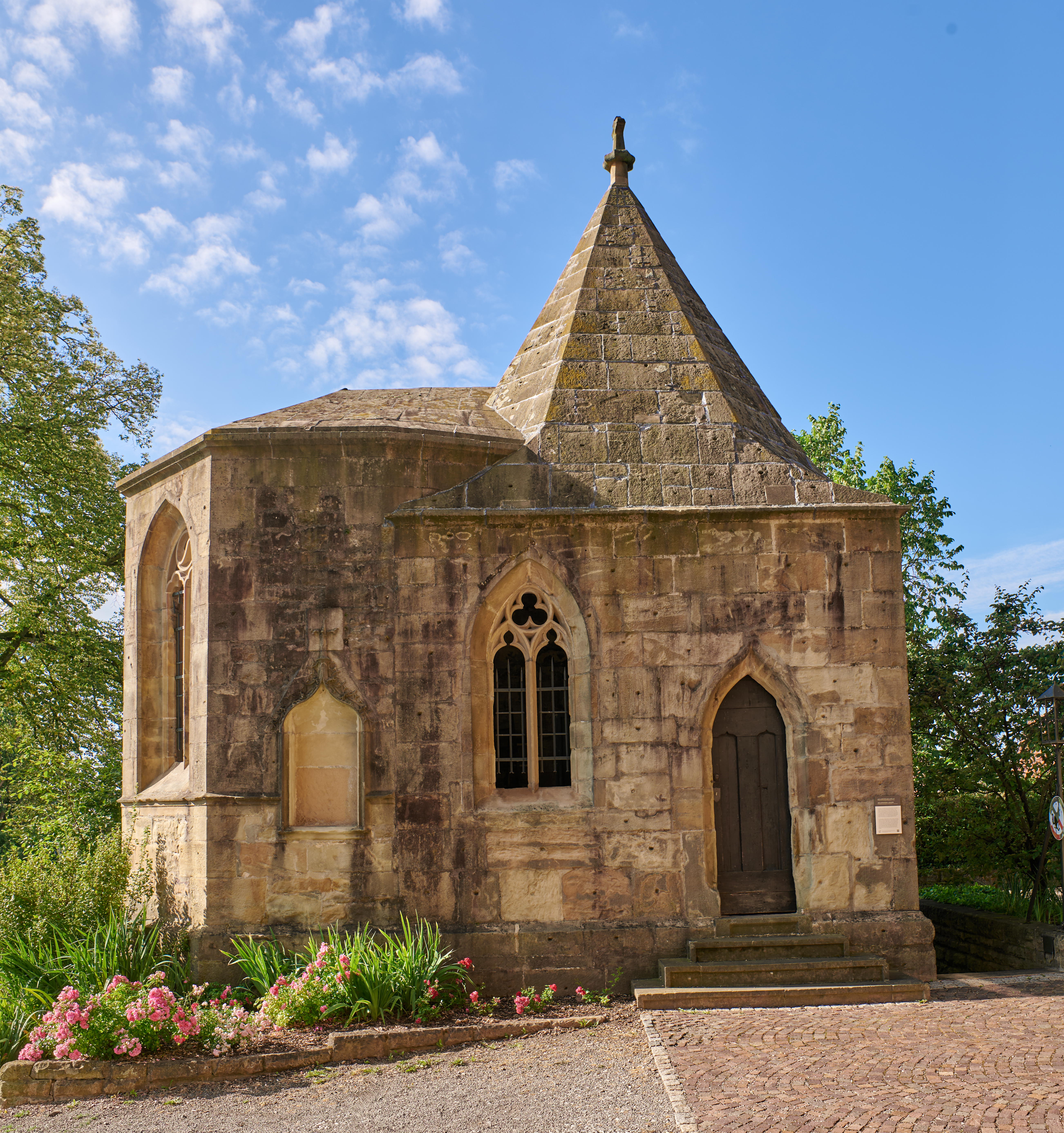
Regiswindis-Kapelle mit darunter befindlichem Gebeinhaus

Südlich der Regiswindiskirche befindet sich eine alte Friedhofskapelle, die ursprünglich der Heiligen Anna geweiht war. Die Kapelle besteht aus einem alten quadratischen Raum mit einer Grundfläche von 10 × 10 Fuß (3,60 × 3,60 Meter) aus dem 13. Jahrhundert, dem nach 1400 ein spätgotischer Chor mit 5/8-Schluss angebaut wurde, der sich mit einem spitzbogigen Durchbruch zum alten quadratischen Raum hin öffnet. Die Stärke der Wände beträgt zwei Fuß (72 Zentimeter). Unter der Kapelle befindet sich ein altes Gebeinhaus. Der Ursprung des Gebäudes als Friedhofskapelle lag darin begründet, dass sich der ursprüngliche Lauffener Friedhof um die Regiswindiskirche herum befand.
Um 1880 hat man den vormals auf dem Friedhof stehenden Steinschrein der Regiswindis-Reliquien von 1227 im Chor der Kapelle aufgestellt. Der Schrein weist eine Inschrift auf, die das Jahr der Heiligsprechung der Regisiwindis, gleichzeitig auch das Jahr der Grundsteinlegung der Regiswindiskirche, mit 1227 bezeichnet. Die Löcher im Schrein ermöglichten einen Blick auf die Reliquien. Seitdem sich der Schrein in der Kapelle befindet, wird sie als Regiswindiskapelle bezeichnet. Das kleine Bauwerk wurde 1952 umfassend renoviert, wobei das Maßwerk der Fenster ergänzt und das Dach ausgebessert wurden.

## Hohlräume unter der Kirche
Der Felsen, auf dem die Kirche steht, ist von verschiedenen, von Menschenhand entstandenen Gängen und Hohlräumen aus unterschiedlichen Epochen durchzogen. Dazu zählen auch übrig gebliebene Gewölbe von Vorgängerbauten sowie das Gebeinhaus unterhalb der danebenstehenden Regiswindis-Kapelle, das teilweise eingesehen werden kann. Ein ziviler Luftschutzbunker wurde 1944 mit ebenerdigem Zugang zur Kiesstraße in den Fels getrieben. Bei Sanierungsmaßnahmen an der Stadtmauer wurde dieser Keller 2008 zeitweise wieder freigelegt.